# Algimantas Visockas
Algimantas Visockas (* 27. Mai 1987 in Elektrėnai) ist ein litauischer Eishockeyspieler, der seit 2016 erneut bei den Vilnius Hockey Punks in der litauischen Eishockeyliga spielt.

## Karriere

### Clubs
Algimantas Visockas begann seine Karriere als Eishockeyspieler beim litauischen Rekordmeister Energija Elektrenai, für den er bereits 2004 als 17-Jähriger sein Debüt in der lettischen Eishockeyliga gab. Von 2005 bis 2009 wurde er mit dem SC Energija litauischer Meister. In der lettischen Liga reichte es nur zu Mittelplätzen. 2010 wechselte Visockas zum englischen Klub Romford Raiders. Nach zwei Jahren kehrte der damals 25-jährige nach Elektrėnai zurück und gewann 2013 erneut den litauischen Meistertitel mit der Mannschaft. Die folgende Spielzeit begann er zunächst ebenfalls bei dem Klub aus seiner Geburtsstadt, der inzwischen in der belarussischen Wysschaja Liga antrat. Während der Spielzeit ging er jedoch zu Bizonai Kaunas in die heimische litauische Eishockeyliga. 2014 wechselte er ligaintern zu den Vilnius Hockey Punks. Nachdem er 2015/16 wieder beim SC Energija gespielt hatte, kehrte er 2016 zu den Hockey Punks zurück.

### International
Für Litauen nahm Visockas bereits im Juniorenbereich an Weltmeisterschaften teil.
Sein Debüt in der litauischen Herren-Nationalmannschaft gab er bei der Weltmeisterschaft der Division I 2006 als die Litauern nur knapp durch eine 3:5-Niederlage im entscheidenden Spiel gegen Österreich den Aufstieg in die Top-Division verpassten. Auch 2008, 2010 und 2013 stand er für Litauen bei Weltmeisterschaften der Division I auf dem Eis.
Zudem nahm er an der Qualifikation zu den Olympischen Winterspielen 2010 in Vancouver und der Qualifikation zu den Olympischen Winterspielen 2014 in Sotschi teil. Die litauische Mannschaft scheiterte dabei jedoch stets bereits in der ersten Qualifikationsrunde.

## Erfolge und Auszeichnungen
- 2005 Litauischer Meister mit Energija Elektrėnai
- 2006 Litauischer Meister mit Energija Elektrėnai
- 2007 Litauischer Meister mit Energija Elektrėnai
- 2008 Litauischer Meister mit Energija Elektrėnai
- 2009 Litauischer Meister mit Energija Elektrėnai
- 2013 Litauischer Meister mit Energija Elektrėnai